# Catocala gracilis
Catocala gracilis är en fjärilsart som beskrevs av W.H. Edwards 1864. Catocala gracilis ingår i släktet Catocala och familjen nattflyn. Inga underarter finns listade i Catalogue of Life.